# Сёхо (авианосец)
Сёхо — японский лёгкий авианосец типа «Дзуйхо». Принял участие во Второй мировой войне. Потоплен американской палубной авиацией 7 мая 1942 года в ходе сражения в Коралловом море.

## История создания
Данный корабль первоначально закладывался как быстроходный танкер «Цуругизаки».
Затем он был переоборудован в плавбазу подводных лодок (без изменения названия), проект которой предусматривал быструю конверсию в авианосец. Имел два самолётоподъёмника.
К 26 января 1942 года был переделан в авианосец.

## История службы
Погиб в бою в Коралловом море 7 мая 1942 года: более 90 самолётов с американских авианосцев «Йорктаун» и «Лексингтон» нанесли удар по авианосцу «Сехо», через 15 минут после начала атаки он затонул, став первым японским авианосцем, потерянным в войне.